# Câțcău
Câțcău – wieś w Rumunii, w okręgu Kluż, w gminie Câțcău. W 2011 roku liczyła 1371 mieszkańców.